# Imagine (środowisko programistyczne)
Imagine – środowisko programistyczne umożliwiające programowanie w języku Logo oraz twórcze uczenie się i nauczanie.
Zostało ono stworzone w 2001 roku w Słowacji przez zespół pracowników Uniwersytetu Komeniusza w Bratysławie: Andreja Blaho, Petera Tomcsányi, Lubomira Salanci i Ivana Kalaša. 
W stosunku do poprzedników Imagine zostało rozbudowane o takie rzeczy jak: programowanie obiektowe, wielowątkowość, rozbudowana obsługa multimediów, komponenty typowe dla formularzy (przyciski, suwaki, pola tekstowe), obsługa sieci, system rozpoznawania mowy oraz o nowego żółwia.
Imagine jest przeznaczone dla systemu operacyjnego Windows. 
Pozwala na tworzenie plików EXE. Jednak ze względu na to, że dołącza ono do nich swoją maszynę wirtualną, pliki te są bardzo duże. 
Imagine umożliwia także uruchamianie programów poprzez kod stron internetowych, co jednak wymaga zainstalowania odpowiedniej wtyczki.
Polska wersja Imagine została nazwana, "Logomocja, polska edycja Imagine" i jest popularnie nazywana po prostu "Logomocja" (jej logo to popularny motyw kolorowej lokomotywy) Komunikuje się ona z użytkownikiem wyłącznie w języku polskim (interfejs, pomoc), spolszczeniu uległ nawet sam język programowania Logo. Imagine zostało wydane również w innych krajach, między innymi: w Wielkiej Brytanii, w Portugalii, w Brazylii, w Słowacji.
W skład pakietu Logomocji wchodzi także edytor graficzny obsługujący wiele formatów graficznych (m.in. BMP, GIF, JPEG, CUR, ICO, PNG). Można go wykorzystywać zarówno do projektowania postaci żółwi, tła projektu, oraz niezależnie jako samodzielny program do tworzenia na przykład gifów animowanych lub ikon. Program działa z Edytorem postaci Logomocji, o podobnym znaczku.